# Cousin Joe
Cousin Joe (20. prosince 1907 Wallace (Louisiana) – 2. října 1989 New Orleans) byl americký bluesový a jazzový hudebník.

## Život
Cousinovo rodiště se nachází 50 km na západ od New Orleans na řece Mississippi. Jako dítě pracoval na tamních plantážích. V roce 1919 se rodina přestěhovala do New Orleans. Cousin sem přišel v době končící éry Storyvillského jazzu, kdy většinu hudebníků ovlivňovali jazzoví trumpetisté Freddie Keppard, Mutt Carey (1891–1948) a Joe King Oliver.
Cousina vychovala matka v náboženském duchu. Chodila s ním do baptistického kostela, kde ve sboru zpíval spirituály. Pak přešel k blues. Postupně začal hrát na kytaru a na ukulele, později přidal klavír. Postupně začal být známý jako bluesový zpěvák. Ve 30. letech hrával na produkcích odehrávajících se na říčních parnících, kde přišel do kontaktu s mnoha jazzovými hudebníky. V roce 1937 se odstěhoval do New Yorku, kde v nočních klubech vystupoval s umělci jako byli Dizzy Gillespie, Sidney Bechet, Charlie Parker a Billie Holiday. Koncem 40. let si už získal věhlas jako bluesový zpěvák. První nahrávku jako zpěvák pořídil s kapelou, v níž hráli mj. Mezz Mezzrow, Hot Lips Page, Sidney Bechet a Sammy Price, v roce 1945 pod jménem Pleasant Joe. Jednalo se o píseň Sawmill Man. Roku 1948 se vrátil zpět do New Orleans. V tamních klubech hrál se saxofonistou Lee Allenem (1926–1994) a skupinou Davea Bartholomewa. Roku 1964 vyjel na první evropské turné, během něhož vystoupil také v BBC. Během francouzského turné v roce 1971 natočil společně s Jimmy Dawkinsem and Clarence Gatemouth Brownem album Bad Luck Blues (Black & Blue). Na evropských turné vystupoval jak samostatně, tak v rámci American Blues Legends '74 revue, které organizovala britská gramofonová společnost Big Bear Records.
S manželkou Irene, která ho přežila, měl syna Michaela.
Spolu s Harriet Ottenheimerovou napsal autobiografickou knihu Cousin Joe: blues from New Orleans.

## Tvorba

### Diskografie
- 1971 : Bad Luck Blues (Black & Blue) with Jimmy Dawkins and Clarence "Gatemouth" Brown
- 1973 : Cousin Joe From New Orleans (BluesWay)
- 1974 : Gospel Wailing, Jazz Playing, Soul Shouting, Tap Dancing Bluesman from New Orleans (Big Bear Records)
- 1974 : American Blues Legends '74 (Big Bear Records)
- 1984 : Cousin Joe from New Orleans in his prime (Oldie Blues)
- 1985 : Relaxin' in New Orleans [sound recording] / Cousin Joe. New Orleans, LA: Great Southern Records.
- 1995 : Jumping at Jubilee [sound recording]. London : Sequel, NEM CD 749
- 1995: The Complete Vol.1 / 1945–1946 (Blue Moon) with Sidney Bechet, Sammy Price, Al Sears, Harry Carney...
- 1995: The Complete Vol.2 / 1946–1947 (Blue Moon) with Earl Bostic, Kenny Clarke, John Hardee, Hank Jones...
- 1995: The Complete Vol.3 / 1947–1955 (Blue Moon) with Freddie Kohlman, Elsie Jones...
- 1996: Blues Festival, sound recording. Laserlight Records, NEW CD 17 105
- 2000: Bad Luck Blues (Black & Blue) mit Jimmy Dawkins und Clarence Gatemouth Brown (Toulouse, 1971)
- 2003: Magic Bostic - Bostic, Earl, 1913–1965 sound recording / Earl Bostic. Paris: Jazz Archives
- 2004: The Blues of Henry Gray & Cousin Joe (Storyville Records), 1984

### DVD
- 2005: The Blues of Cousin Joe Live 29/08/1984 in New Orleans (Storyville films)